# Distretto di Cookstown
Il distretto di Cookstown era una delle suddivisioni amministrative dell'Irlanda del Nord, nel Regno Unito. Fu creato nel 1973. Apparteneva alle contee storiche di Londonderry e Tyrone.
A partire dal 1º aprile 2015 il distretto di Cookstown è stato unito a quelli di Magherafelt e Dungannon e South Tyrone per costituire il distretto di Mid-Ulster.